# The Windmill Massacre
The Windmill Massacre ist ein niederländischer Slasher-Film von Nick Jongerius aus dem Jahr 2016.

## Handlung
Die junge Australierin Jennifer arbeitet als Kindermädchen in Amsterdam. Eines Nachmittags spricht Mister de Vries, der Vater der Kinder, Jennifer auf die abweichende Identität in ihrem Personalausweis an, woraufhin sie die Flucht ergreift. Sie verbringt die Nacht unter einer Brücke und am nächsten Tag schließt sie sich einer Touristengruppe an, die mit einem Bus die niederländische Landschaft ansehen wollen. Die Touristengruppe besteht aus dem Mediziner Nicholas, dem Soldaten Jackson, dem Vater Douglas und seinem Sohn Curt, dem japanischen Studenten Takashi sowie der Fotografin Ruby.
Nachdem die Gruppe eine Windmühle besichtigt hat, steigen sie wieder in den Bus ein. Jennifer schläft auf der Fahrt ein und Erinnerungen an ihre Vergangenheit kommen im Traum hoch. Sie wacht panisch auf und bittet den Busfahrer Abe darum anzuhalten. Nachdem der Bus gestoppt hat, springt der Motor jedoch nicht mehr an. Während Abe und Douglas den Motor des Busses begutachten, sehen sich Jennifer und Jackson in der Umgebung nach einem Unterschlupf um. Auf dem Weg zu einer alten Mühle wird Jackson in Jennifers Anwesenheit von einer zombieähnlichen Kreatur mit einer Sense ermordet. Jennifer kann fliehen und berichtet den anderen von dem soeben geschehenen. Als der Bus daraufhin droht ins Wasser zu stürzen, stößt sie Curt aus dem Bus um ihn zu retten. Dieser verletzt sich jedoch dabei, weshalb Douglas wütend auf sie ist.
Da Nicholas aufgrund seines medizinischen Wissens die Wirkung der Medikamente, die Jennifer zuvor im Bus verloren hat, kennt, tut er Jennifers Panik als Resultat des Medikaments ab, was er auch Douglas mitteilt. Die Gruppe sucht anschließend die Umgebung nach einem Unterschlupf ab. Dabei entfernt sich Takashi jedoch von der Gruppe und wird mit seiner Vergangenheit konfrontiert. Auch er begegnet dem untoten Müller mit der Sense. Im Gegensatz zu Jackson wird er jedoch vom Müller nicht ermordet, da er Reue für seine schlechte Tat zeigt.
Die Gruppe sucht Unterschlupf in einer Scheune und macht ein Feuer, um sich warm zu halten. Immer noch in Rage schreit Douglas Jennifer an, da Curt sich die Hand verletzt hat und aufgrund der Tatsache, dass er Bluter ist, diese Verletzung lebensbedrohlich ist. Dabei fühlt sich Jennifer erneut mit ihrer Vergangenheit konfrontiert und sieht in Douglas ihren gewalttätigen Vater. Ruby beruhigt sie daraufhin. Kurz darauf findet Abe ein altes Dokument, welches von einem Müller handelt, der einen Pakt mit dem Teufel geschlossen hat. Nachdem die Dorfbewohner herausbekamen, dass Müller für die vielen Vermisstenfälle in der Umgebung verantwortlich war, wurde er infolgedessen in seiner Mühle verbrannt. Abe erwähnt, dass dies mit der Legende um den untoten Müller Hendrik zusammenhängen könnte, welche die Schuldigen bestraft, indem er sie mit seiner Sense ermordet. Daraufhin erinnert sich jeder der Charaktere an seine schlimmste Tat.
Nachdem Nicholas Curts Wunde versorgt hat, verlässt er die Scheune. Draußen wird er mit seiner dunklen Vergangenheit konfrontiert und sieht seine Frau auf einem OP-Tisch, welche aufgrund eines medizinischen Fehlers seinerseits gestorben ist, da Nicholas zum Zeitpunkt der Behandlung betrunken war. Nicholas wird daraufhin von Müller Hendrik getötet. Takashi stößt wieder zu der Gruppe. Er berichtet den anderen ebenfalls von seiner Begegnung mit dem Müller, da er jedoch ausschließlich Japanisch spricht, übersetzt Ruby für die Gruppe. Er teilt ihnen mit, dass wenn sie Reue zeigen, verschont bleiben. Anschließend geben alle ihre schlimmen Taten preis: Ruby heuerte einen Yakuza an, um ein konkurrierendes Model aus dem Weg zu räumen, Douglas erwürgte seine Frau und Jennifer brannte den Wohnwagen ihres Vaters ab, in dem sich auch ihr kleiner Bruder Danny befand.
Ruby verlässt die Scheune, um Feuerholz zu holen. Dabei betrachtet sie in einer Pfütze ihr eigenes Spiegelbild, von welchem sie kurz darauf ertränkt wird. Anschließend ermordet der untote Müller Douglas, dessen Tod Curt und Jennifer über Curts Handy mitansehen. Da der Müller lediglich die Schuldigen bestraft, kümmert sich Abe um die Unschuldigen und Reuezeigenden. Er offenbart sich als Handlanger des Müllers und tötet Takashi. Als Jennifer und Curt die Mühle betreten, um nach Takashi zu suchen, versperrt Abe ihnen den Weg. Der Legende nach kann der Müller besiegt werden, indem man die Mühle in Brand setzt, was Jennifer sogleich plant, in die Tat umzusetzen. Als der Müller daraufhin vor ihr steht, bereut sie die Ermordung ihres Vaters nicht, da er sie misshandelte. Curt kann währenddessen Abe entkommen und die Mühle in Brand setzen, wodurch er Jennifer rettet. Jennifer fühlt sich durch Curt an Danny erinnert und opfert sich für ihn, um Abe zu töten. Dieser kann jedoch die Verletzung, die Jennifer ihm zugefügt hat mittels Knochenmehl überleben. Er teilt Jennifer mit, dass sie nicht entkommen kann und Müller Hendrik tötet Jennifer mit seiner Sense vor Curts Augen.
Abe verlässt die abgelegene Gegend mit seinem Bus, dessen Motor wieder funktioniert. Er nimmt daraufhin neue Touristen mit seinem Bus in die abgelegene Gegend, wobei er wie zuvor bei Jennifer einen Touristen mitfahren lässt, der ebenfalls kein Ticket besitzt. Er nimmt ihn mit den gleichen Worten „Platz für einen weiteren Sünder“ in seinen Bus auf, wobei dieser Satz genau dem entspricht, den er zu Beginn des Films zu Jennifer gesagt hat.

## Produktion

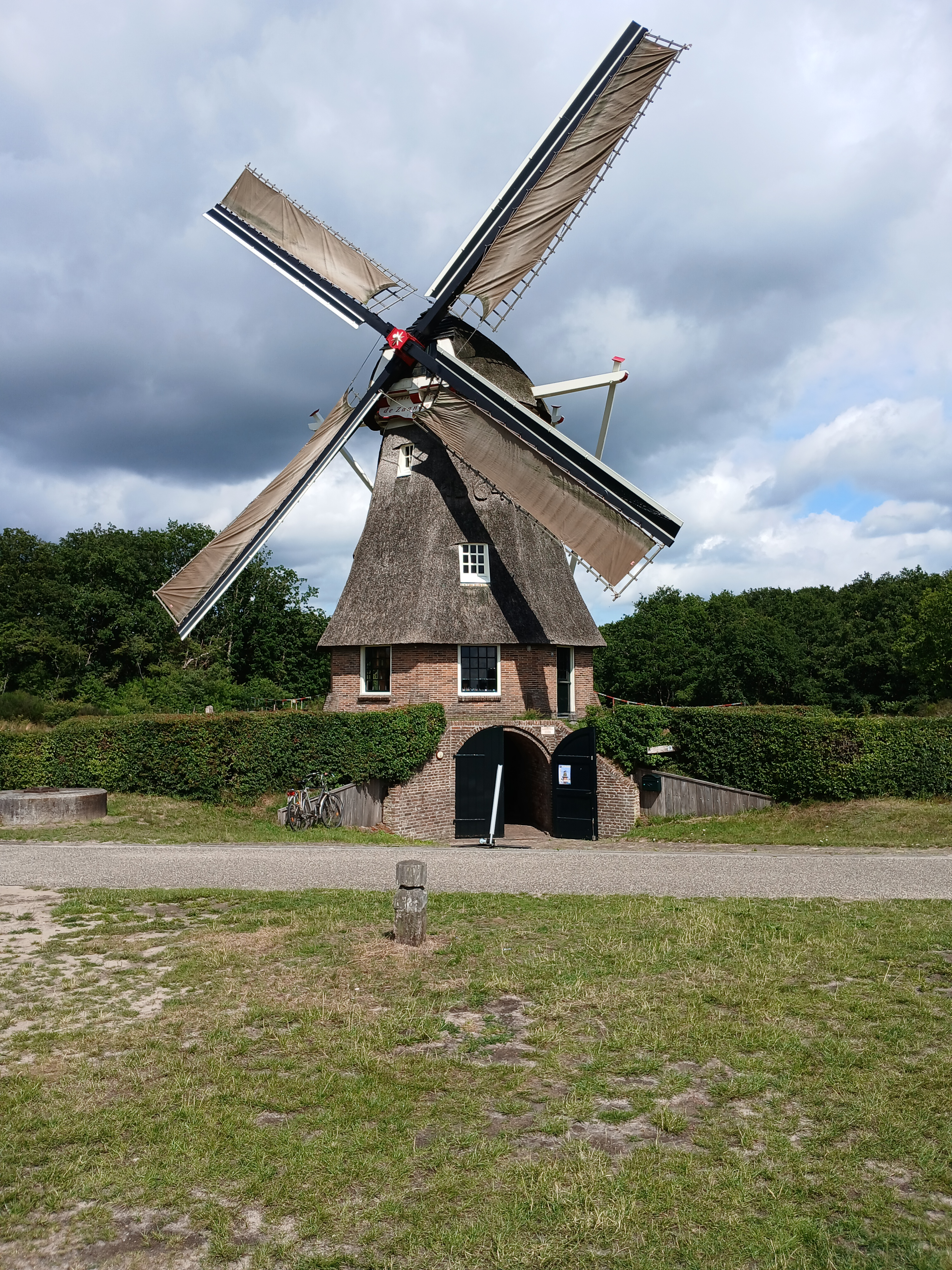
Windmühle, welche für die Dreharbeiten verwendet wurde

### Drehorte
Die Dreharbeiten fanden in den Niederlanden, unter anderem in Amsterdam, Beneden Leeuwen und in Boven-Leeuwen statt. Die für den Dreh verwendete Mühle ist die De Zaandplatte in Ruinen.

### Synchronisation
Die deutschsprachige Synchronisation entstand unter der Dialogregie und nach einem Synchronbuch von Verena Ludwig im Auftrag der Metz-Neun Synchron Studio und Verlag.
| Rolle           | Darsteller         | Synchronsprecher     |
| --------------- | ------------------ | -------------------- |
| Douglas West    | Patrick Baladi     | Gilles Karolyi       |
| Jackson         | Ben Batt           | Oliver Wronka        |
| Jennifer Harris | Charlotte Beaumont | Carolin Sophie Göbel |
| Ruby Rousseau   | Fiona Hampton      | Andrea Dewell        |
| Abe             | Bart Klever        | Wolff von Lindenau   |
| Curt            | Adam Thomas Wright | Luca Kron            |
| Jennifers Vater | Derek Howard       | Dirk Hardegen        |
| Mister de Vries | Mattjin Hartemink  | Heiko Grauel         |
| Nicholas        | Noah Taylor        | Stefan Senf          |

## Rezeption
Der Film erhielt überwiegend ausgeglichene Kritiken und erzielte bei IMDb eine durchschnittliche Bewertung von 4,9 der möglichen 10 Punkte. Auf Rotten Tomatoes konnte der Film bisher 58 Prozent der Kritiker überzeugen. Das Lexikon des internationalen Films urteilt: „Überraschungsarmer Slasher-Film, in dem sich nur scheinbar zufällig zusammen reisende Fremde gegen einen dämonischen Müller wehren. Auffallend ist allein das ungewöhnliche Setting, der Rest ist ein Abklatsch berühmter Vorbilder.“
Der Film wurde 2016 bei den Rondo Hatton Classic Horror Awards in der Kategorie Best Independent Film nominiert.